# Urkarach
Urkarach (russisch Уркара́х, darginisch Уркухъла) ist ein Dorf (selo) in der Republik Dagestan in Russland mit 4394 Einwohnern (Stand 14. Oktober 2010).

## Geographie
Der Ort liegt etwa 90 km Luftlinie südlich der Republikhauptstadt Machatschkala im östlichen Teil des Großen Kaukasus am Flüsschen Artusen im Flusssystem des Ullutschai.
Urkarach ist Verwaltungszentrum des Dachadajewski rajon sowie Sitz der Landgemeinde (selskoje posselenije) Urkarachski selsowet. Zur Gemeinde gehört außerdem das Dorf Nowy Urkarach („Neu-Urkarach“), das von Umsiedlern aus dem Dachadajewski rajon bewohnt ist und sich 50 km östlich auf dem Territorium des Derbentski rajon, unmittelbar nordöstlich der Stadt Dagestanskije Ogni befindet. Der Ort ist nahezu ausschließlich von Darginern bewohnt.

## Geschichte
Der seit dem Mittelalter bekannte Ort war bis zur Gründung des knapp 20 km östlich gelegenen Madschalis 1581 Hauptstadt eines kaitakischen Lokalfürstentums (Kaitaken, auch Kaitager, sind eine Untergruppe der Darginer). Nach dem Anschluss des Gebietes an das Russische Reich war Urkarach in der zweiten Hälfte des 19. Jahrhunderts Sitz einer der vier administrativen Abschnitte des Kaitakisch-tabassaranischen Okrugs (Kaitago-Tabassaranski okrug mit Sitz in Madschalis) der 1860 geschaffenen Oblast Dagestan.
Am 22. November 1928 kam das Dorf zum neu gebildeten Urarinski kanton der seit 1921 bestehenden Dagestanischen ASSR. Am 3. Juni 1929 wurde der Kanton in einen Rajon umgebildet, der am 19. April 1930 seinen heutigen Namen nach dem Revolutionär Magomed-Ali Dachadajew (1882–1918) erhielt. Am 18. Oktober 1930 wurde der Verwaltungssitz aus dem anfangs namensgebenden, 15 km westsüdwestlich gelegenen Dorf Urari nach Urkarach verlegt.

### Bevölkerungsentwicklung
| Jahr | Einwohner |
| ---- | --------- |
| 1897 | 1916      |
| 1939 | 3040      |
| 1959 | 2385      |
| 1970 | 3188      |
| 1979 | 4110      |
| 1989 | 4208      |
| 2002 | 5182      |
| 2010 | 4394      |

Anmerkung: Volkszählungsdaten

## Verkehr
Durch Urkarach verläuft die Regionalstraße 82K-013, die knapp 40 km östlich bei der Siedlung Mamedkala von der föderalen Fernstraße R217 Kawkas (Teil der Europastraße 119) abzweigt, über Madschalis führt und sich weiter ins Gebirge über Kubatschi und Akuscha nach Lewaschi fortsetzt. In Mamedkala befindet sich auch die nächstgelegene Bahnstation an der Strecke Rostow am Don – Machatschkala – Baku.